# Гершел Дейл Андерсон
Гершел Дейл Андерсон (Herschel Dale Anderson) — ямайський дипломат. Надзвичайний і Повноважний Посол Ямайки в Україні за сумісництвом.

## Життєпис
У 1966—1967 рр. — перший секретар Постійного Представництва Ямайки при ООН.
У 1967 році — третій секретар Посольства Ямайки в США.
У 1984 році був заступником Верховного комісара Ямайки в Лондоні, Велика Британія. Був представником Ямайки на Міжнародній конференції з питань відповідальності та відшкодування збитків у зв'язку з перевезенням певних речовин морем 30 квітня по 25 травня 1984 року..
У 1987—1992 рр. — Надзвичайний і Повноважний Посол Ямайки в Канаді.
З 1997 року — Надзвичайний і Повноважний Посол Ямайки в РФ та за сумісництвом в Грузії.
У 1998 — Надзвичайний і Повноважний Посол Ямайки в Україні за сумісництвом. Вручив вірчі грамоти Президенту України Леоніду Кучмі..

## Сім'я
- Дружина — Норма Макфарлайн Андерсон, Професор Університету Вест-Індії, Доктор біохімії, вона є членом Американського товариства клітинної біології, Нью-Йорської академії наук, Ямайського товариства харчування, Карибської академії наук[9].